# Иасиара
Иасиара (порт. Iaciara) — муниципалитет в Бразилии, входит в штат Гояс. Составная часть мезорегиона Восток штата Гойяс. Входит в экономико-статистический микрорегион Ван-ду-Паранан. Население составляет 11 841 человек на 2006 год. Занимает площадь 1625,284 км². Плотность населения — 7,3 чел./км².

## Статистика
- Валовой внутренний продукт на 2003 год составляет 50 985 416,00 реалов (данные: Бразильский институт географии и статистики).
- Валовой внутренний продукт на душу населения на 2003 год составляет 4398,71 реалов (данные: Бразильский институт географии и статистики).
- Индекс развития человеческого потенциала на 2000 год составляет 0,704 (данные: Программа развития ООН).